# Felix Uduokhai
Ohis Felix Uduokhai (* 9. September 1997 in Annaberg-Buchholz) ist ein deutscher Fußballspieler. Der Innenverteidiger steht bei Beşiktaş Istanbul unter Vertrag und ist mehrfacher deutscher Nachwuchsnationalspieler.

## Karriere

### Vereine
Uduokhai, Sohn eines Nigerianers und einer Deutschen, spielte in seiner Jugend für den VfB Annaberg 09 und den FC Erzgebirge Aue, bevor er 2008 in die Jugendabteilung des TSV 1860 München wechselte und gemeinsam mit seinen Eltern in die bayerische Landeshauptstadt zog. Dort durchlief er die Jugendmannschaften und kam ab Oktober 2015 für die zweite Mannschaft in der Regionalliga Bayern zum Einsatz. In der Spielzeit 2016/17 stand Uduokhai ebenfalls im Kader der Profimannschaft. Für diese debütierte er am 12. September 2016 beim 2:1-Auswärtssieg gegen den 1. FC Nürnberg in der 2. Bundesliga, nachdem er in der 88. Minute für Maximilian Wittek eingewechselt worden war. Am 6. November 2016 erzielte Uduokhai bei der 2:3-Niederlage gegen den SV Sandhausen sein erstes Pflichtspieltor. Sowohl in der U21 der Löwen wie auch in der ersten Mannschaft wurde der Spieler unter anderem von Daniel Bierofka trainiert, der sich auch für seine Beförderung eingesetzt hatte. Ab Oktober 2016 war Uduokhai Stammspieler und fester Bestandteil des Defensivverbunds neben einem weiteren Innenverteidiger, Jan Mauersberger. Nach der verlorenen Relegation gegen Jahn Regensburg folgte für die Sechz'ger der Abstieg aus der zweiten Liga.
Zur Saison 2017/18 wechselte Uduokhai deshalb zum Bundesligisten VfL Wolfsburg, bei dem er einen Fünfjahresvertrag unterschrieb. Der Transfer sorgte für einen Rechtsstreit zwischen Matthias Sammer und Alderim Ramaj, dem ehemaligen Geschäftspartner von Sammers Sohn.
Bei den Wölfen erzielte Uduokhai beim 1:1 gegen die TSG 1899 Hoffenheim am 22. Oktober 2017 (9. Spieltag) in der Nachspielzeit per Kopf sein erstes Bundesligator. Unter den Cheftrainern Andries Jonker und Martin Schmidt war der Sachse auch bei den Wölfen die erste Wahl in der Innenverteidigung neben Robin Knoche und Marcel Tisserand, bis er aufgrund einer Knieverletzung große Teile der Rückrunde verpasste. Die Relegationsspiele gegen den Zweitligisten Holstein Kiel absolvierte Uduokhai im Frühjahr 2018 jedoch jeweils über die volle Distanz und den Störchen gelang nur ein Treffer gegen Wolfsburg. Zwischen Sommer 2018 und Frühjahr 2019 saß der Abwehrspieler überwiegend auf der Bank, nachdem er seinen Platz neben Robin Knoche an John Anthony Brooks verloren hatte und absolvierte neben zehn Kurzeinsätzen lediglich zwei Spiele über die volle Distanz.
Zum 3. Spieltag der Bundesligasaison 2019/20 wurde der Verteidiger dann zunächst bis Saisonende an den Ligakonkurrenten FC Augsburg verliehen, nachdem diesen die beiden Innenverteidiger Martin Hinteregger wie auch Kevin Danso verlassen hatten. Im Abwehrverbund kam Uduokhai sowohl unter dem ihm bereits bekannten Martin Schmidt als auch unter dessen Nachfolger Heiko Herrlich regelmäßig zum Einsatz. Nach 22 absolvierten Partien zog Augsburg dann Anfang Juni 2020 die im Leihvertrag enthaltene Kaufoption und verpflichtete den Spieler fest.
Ende August 2024 verließ Uduokhai nach fünf Jahren die Fuggerstädter und wechselte gegen eine Leihgebühr mit anschließender Kaufverpflichtung zu Beşiktaş Istanbul in die türkische Süper Lig.

### Nationalmannschaft
Uduokhai spielte am 13. November 2015 beim 3:0-Sieg gegen Schweden einmal für die deutsche U19-Nationalmannschaft. Am 1. September 2016 debütierte er bei der 0:1-Niederlage gegen Italien in der U20-Auswahl.
Am 6. November 2020 berief Bundestrainer Joachim Löw Uduokhai in den erweiterten Kader der A-Nationalmannschaft für das Freundschaftsspiel gegen Tschechien sowie die Spiele in der UEFA Nations League gegen die Ukraine und Spanien. Der Spieler wurde jedoch in keiner der drei Partien eingesetzt.
Anfang Juli 2021 wurde Uduokhai von Stefan Kuntz in den Kader der deutschen Olympiaauswahl für das Fußballturnier der Olympischen Sommerspiele 2021 berufen. Uduokhai bestritt alle drei Gruppenspiele über jeweils 90 Minuten. Nach einer Niederlage gegen Brasilien und zwei Unentschieden gegen Saudi-Arabien und die Elfenbeinküste schied seine Olympiaauswahlmannschaft allerdings schon nach der Gruppenphase aus dem Turnier aus.